# Eva Němcová
Eva Horáková (née Němcová),  née le 3 décembre 1972 à Prague, est une joueuse de basket-ball tchèque évoluant au poste d'ailière. Elle a été un des éléments clés de l’équipe nationale tchèque. Elle mesure 1,88 m.

## Club
- Avant 1991:  USK Prague
- 1991-1993 :  Stade clermontois Auvergne Basket 63
- 1993-1996 :  AS Montferrand
- 1996-1998 :  Bourges
- 1998-2000 :  Messine
- 2000-2002 :  Chieti
- 2002-2003 : 
  -  Sopron Gysev
  -  Stade clermontois Auvergne Basket 63
- 2003-2005 :  Chieti
- 2005-2006 :  Parme

WNBA
- 1998-2002 :  Rockers de Cleveland

## WNBA
Sélectionnée en quatrième position lors de la draft WNBA 1997 par les Rockers de Cleveland, elle dispute cinq saisons avec cette franchise. Eva Němcová participe à 111 matchs (dont 102 dans le cinq majeur) pour un total de 1 306 points, soit 11,8 points par rencontres. Ses autres statistiques sont de 3,5 rebonds, 1,9 passe et 1,1 interception. Elle termine à deux reprises avec le meilleur pourcentage de la ligue pour les tirs à trois points, avec 43,5 en 1997 puis 45,2 en 1998. L'année suivante, elle présente le meilleur pourcentage aux lancers francs avec 98,4. Ses records dans la ligue sont de 23 points, performance réalisée à deux reprises, huit rebonds et neuf passes.
À cheval sur les saisons 1999 et 2000, elle réussit une série de 66 lancers francs sans échec.

## Palmarès
- 1992 : 6e place aux Jeux olympiques de Barcelone avec la République tchèque
- 1995-1996 :
- MVP du championnat d'Europe 1995
- Élue meilleure joueuse européenne par la Gazetta dello Sport
- 1996-1997 : 
  - Meilleure marqueuse du championnat de France avec Bourges : 20,3 points par match
  - MVP étrangère du championnat
- 1997-1998 :
  - MVP étrangère du championnat
- 2005 : Championne d'Europe avec la République tchèque

## Distinctions personnelles
- Meilleur cinq de la WNBA (1997)
- Second meilleur cinq de la WNBA (1998)